# Великий Кучуров
Вели́кий Кучуро́в (укр. Великий Кучурів) — село в Черновицком районе Черновицкой области Украины. Административный центр Великокучуровской сельской общины
До 2020 года входило в Сторожинецкий район
Население по переписи 2001 года составляло 6053 человек. Почтовый индекс — 59052. Телефонный код — 3735. Код КОАТУУ — 7324582001.